# Sceloporus parvus
Sceloporus parvus (синьочерева колюча ігуана) — вид ігуаноподібних ящірок родини фриносомових (Phrynosomatidae). Ендемік Мексики.

## Підвиди
Виділяють два підвиди:
- Sceloporus parvus parvus Smith, 1934;
- Sceloporus parvus scutulatus Smith, 1937.

## Поширення і екологія
Синьочереві колючі ігуани поширені на сході Мексики, від північної Коауїли через Нуево-Леон до Гуанахуато, Тамауліпасу, Керетаро та Ідальго. Вони живуть в сухих чагарникових заростях, ялівцевих, дубових і соснових лісах та серед скель, трапляються на полях. Зустрічаються на висоті від 1300 до 2000 м над рівнем моря. Відкладають яйця.